# Benteng (Pangkalan Baru)
Benteng is een bestuurslaag in het regentschap Bangka Tengah van de provincie Bangka-Belitung, Indonesië. Benteng telt 2323 inwoners (volkstelling 2010).